# Dagur Sigurðsson
Pour les articles homonymes, voir Sigurðsson.
Dagur Sigurðsson, né le 3 avril 1973 à Reykjavik, est un joueur et entraîneur islandais de handball. Il a notamment conduit l'équipe nationale d'Allemagne à la victoire lors du championnat d'Europe 2016.

## Carrière

### Joueur
Aussi footballeur, il dispute sous les couleurs islandaises sept matchs internationaux avec l'équipe nationale des moins de 17 ans. Mais il se consacre entièrement au handball après 1988. Formé au poste de demi-centre, il rejoint le club de Valur Reykjavík et gagne à cinq reprises le championnat d'Islande de handball.
En 1996, il intègre la formation de deuxième division allemande LTV Wuppertal. L'année suivante, le club est promu en Bundesliga. Sigurðsson révèle ses qualités de meneur d'hommes qui, plus tard, s'illustreront dans sa carrière d'entraîneur, en en devenant le capitaine dès l'âge de vingt-quatre ans. À partir de 2000, il signe avec le club japonais de Wakunaga Hiroshima un contrat de joueur-entraîneur. C'est sous ce même régime qu'il rejoint son ultime club, l'A1 Bregenz, en 2003, et glane quatre titres de champion d'Autriche et deux coupes d'Autriche de handball. Sa carrière de joueur se termine en 2007.
Avec l'équipe d'Islande il compte 215 sélections pour 399 buts marqués soit une moyenne de 1,85 but par match. Il se situe encore, en février 2016, parmi les quinze joueurs comptant le plus de sélections en équipe d'Islande. Avec elle, il a connu pour meilleurs résultats une cinquième place au championnat du monde 1997, la quatrième place au championnat d'Europe 2002 et la neuvième place des Jeux olympiques de 2004.

### Entraîneur

#### Entraîneur en club et première expérience internationale (2007-2015)
Suivant sa retraite sportive, Sigurðsson prend les rênes de son club formateur de Reykjavik à l'été 2007. En 2008 il est désigné entraîneur de l'équipe d'Autriche qu'il mène au neuvième rang du championnat d'Europe 2010 tenu en Autriche. Parallèlement, il signe un contrat avec le club des Füchse Berlin en 2009. Il obtient de ce club de milieu de classement de Bundesliga des résultats surprenants et le qualifie en 2011 pour la Ligue des champions. Pour sa première expérience dans la compétition, Berlin atteint le final four où il s'incline d'un but contre les favoris du THW Kiel, puis échoue dans la quête de la troisième place contre l'AG Copenhague, autre club débutant en Ligue des champions. Après une nouvelle tentative en Ligue des champions, le club berlinois perd des places en Bundesliga et dispute la Coupe EHF. Pour sa dernière saison comme entraîneur des Füchse, il remporte l'édition 2014-2015 pour la première fois aux dépens du HSV Hambourg.

#### Sélectionneur de l'équipe d'Allemagne (2014-2017)

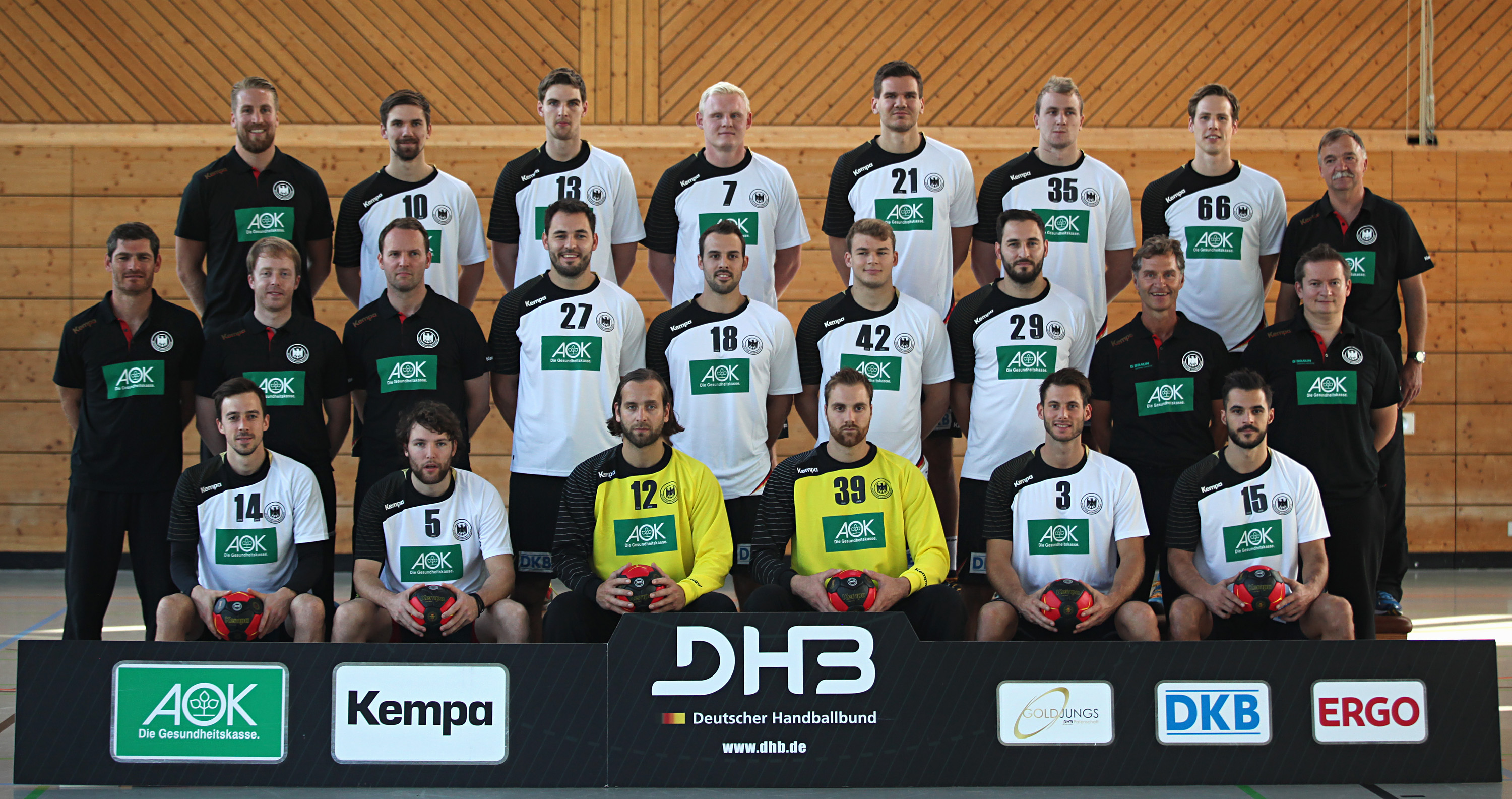
Sigurðsson et l'équipe d'Allemagne en 2014

S'il renonce à son contrat en club, c'est pour mieux se consacrer à l'équipe d'Allemagne dont il est nommé sélectionneur en 2014. La Mannschaft qu'il récupère est une équipe en crise, qui n'a plus brillé sur la scène internationale depuis sa victoire au championnat du monde 2007. Pourtant, durant le championnat du monde 2015, l'équipe de Dagur Sigurðsson, qualifiée uniquement grâce à l'expulsion de l'Australie et repêchée de façon controversée par la Fédération Internationale de Handball (IHF), s'illustre en phase de poule, invaincue et seulement tenue en échec par le Danemark (30-30). En tableau, l'Allemagne est néanmoins éliminée par le pays hôte, le Qatar, au stade des quarts de finale.
Mais le redressement souhaité par Sigurðsson s'opère dès le championnat d'Europe 2016 pour laquelle l'Allemagne se qualifie avec l'Espagne, qui joue dans le même groupe de qualification. Les deux équipes remportent leur confrontation à domicile. Elles se retrouvent en phase préliminaire du championnat et l'équipe ibérique inflige son premier revers à l'Allemagne. Mais un parcours sans faute en phase principale permet à l'Allemagne de rejoindre le dernier carré où elle crée la surprise en disposant de la Norvège, tombeuse de la France, après prolongation (34-33). En finale, l'Allemagne retrouve ses rivaux espagnols et prend une revanche cinglante (24-17) grâce à une défense de fer et un gardien de but à 48 % de réussite. Avec ce titre, le premier en neuf ans pour la sélection germanique, Sigurðsson connaît son premier succès en tant qu'entraîneur d'une équipe nationale.
L'équipe d'Allemagne s'avance en favorite du tournoi de handball aux Jeux olympiques de 2016, d'autant plus qu'elle bénéficie d'une phase de groupe plutôt abordable avec pour principaux rivaux la Pologne, la Slovénie et la Suède, trois équipes qu'elle dominera de trois buts pour se qualifier en quarts de finale (malgré une défaite surprenante contre le modeste Brésil, pays hôte). Après un succès aisé face aux vice-champions du monde qataris, les Allemands affrontent la France en demi-finale. Celle-ci effectue un match solide et parvient à maintenir son avance malgré la pression allemande qui menace d'égaliser jusqu'à la dernière seconde. Reversés en match pour la médaille de bronze, l'Allemagne rebondit avec un nouveau succès contre les Polonais, et décroche, sous la houlette de Sigurðsson, son deuxième podium majeur consécutif.

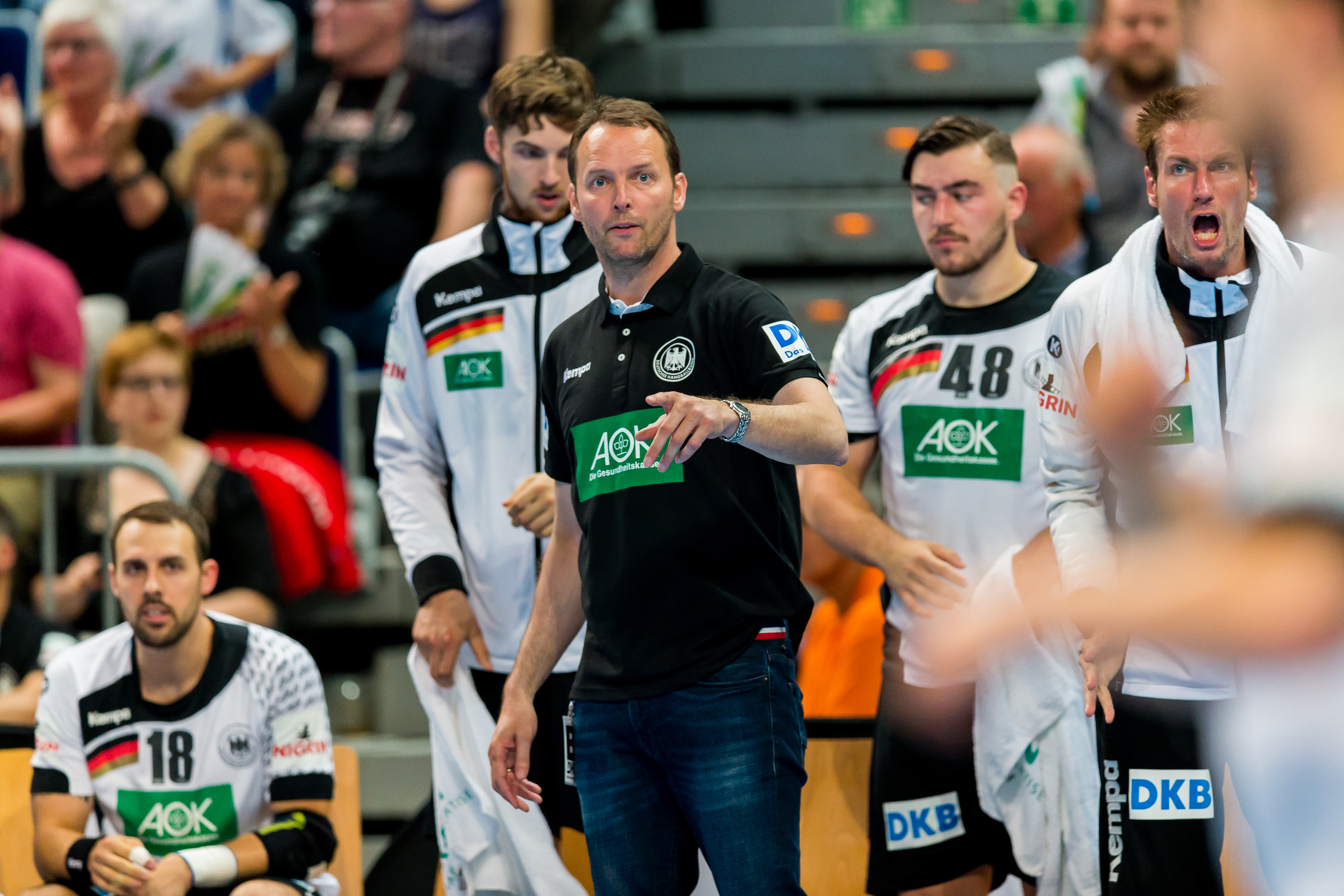
Sigurðsson avec les remplaçants allemands en 2016

Le 22 novembre 2016, Sigurðsson annonce son départ de la sélection à l'issue du championnat du monde qui se tient en France en janvier 2017. Son défi : entraîner l'équipe du Japon masculine de handball et la mener aux Jeux olympiques d'été de 2020. Cette nouvelle ne semble d'abord pas perturber l'équipe d'Allemagne durant le championnat du monde, qui gagne ses cinq matchs de groupe avec comme point d'orgue un net succès contre la Croatie (28-21) et se qualifie avec, des quatre groupes, la meilleure différence de buts. Pourtant, son parcours s'arrête brutalement dès les huitièmes de finale par une surprenante défaite contre le Qatar (20-21). Champion d'Europe et médaillé de bronze olympique en tant qu'entraîneur, Sigurðsson quitte la Mannschaft sur une décevante neuvième place.
Malgré la déception, son bilan à la tête de la sélection est salué par sa fédération, ses joueurs et la presse,, étant parvenu à replacer l'équipe d'Allemagne parmi les premiers rôles après un repêchage controversé au championnat du monde 2015 et ayant lancé la carrière de jeunes joueurs tels que Paul Drux, Fabian Wiede et Julius Kühn.

#### Sélectionneur du Japon (depuis 2017)
Après avoir passé une partie de sa carrière au Japon, Sigurðsson y retourne donc en tant qu'entraîneur de l'équipe nationale. Il dispute à partir du 17 janvier 2018 sa première compétition internationale au championnat d'Asie, une compétition que le Japon n'a plus gagnée depuis 1979, mais qui défend une médaille de bronze obtenue en 2016. La compétition est une déception pour les hommes de Sigurðsson, qui ne peuvent atteindre de nouveau le podium. Battus par l'Iran (32-37) durant le tour préliminaire, puis lourdement par le Qatar (23-40) dans le tour principal et Bahreïn dans un match décisif pour la qualification en demi-finale (21-29), les Japonais doivent disputer le match pour la cinquième place, perdu (28-33) de nouveau contre l'équipe d'Iran.

## Palmarès

### Joueur
- Vainqueur du Championnat d'Islande (5) : 1991, 1993, 1994, 1995 et 1996
- Vainqueur de la Coupe d'Islande (1) : 1993
- Vainqueur du Championnat d'Autriche (4) : 2004, 2005, 2006 et 2007
- Vainqueur de la Coupe d'Autriche (1) : 2006

### Entraîneur
Compétitions internationales
- Vainqueur de la Coupe de l'EHF (C3) (1) : 2015

Compétitions nationales
- Vainqueur du Championnat d'Autriche (4) : 2004, 2005, 2006 et 2007
- Vainqueur de la Coupe d'Autriche (1) : 2006
- Vainqueur de la Coupe d'Allemagne (1) : 2014

### Sélectionneur
Jeux olympiques
- Médaille de bronze aux Jeux olympiques d'été de 2016 (avec  Allemagne)
- 11e place aux Jeux olympiques d'été de 2024 (avec  Japon)

Championnats du monde
- 7e place au championnat du monde 2015 (avec  Allemagne)
- 9e place au championnat du monde 2017 (avec  Allemagne)
- 24e place au championnat du monde 2019 (avec  Japon)
- 18e place au championnat du monde 2021 (avec  Japon)

Championnats d'Europe
- Médaille d'or au championnat d'Europe 2016 (avec  Allemagne)

Championnat d'Asie
- 6e place Championnat d'Asie 2018
- 3e place Championnat d'Asie 2020
- vice-champion Championnat d'Asie 2024

Jeux asiatiques
- 4e place Jeux asiatiques de 2018 (en)
- 4e place Jeux asiatiques de 2022 (en)